# BYD Sealion 07 DM
O BYD Sealion 07 DM-i ou DM-p (em chinês:  比亚迪海狮07 DM-i/DM-p) é um SUV crossover híbrido plug-in fabricado pela BYD Auto desde 2024. Parte da família de SUVs Sealion, é uma versão remodelada e atualizada do BYD Frigate 07, ambos parte da linha de produtos Ocean Series.

## Visão geral

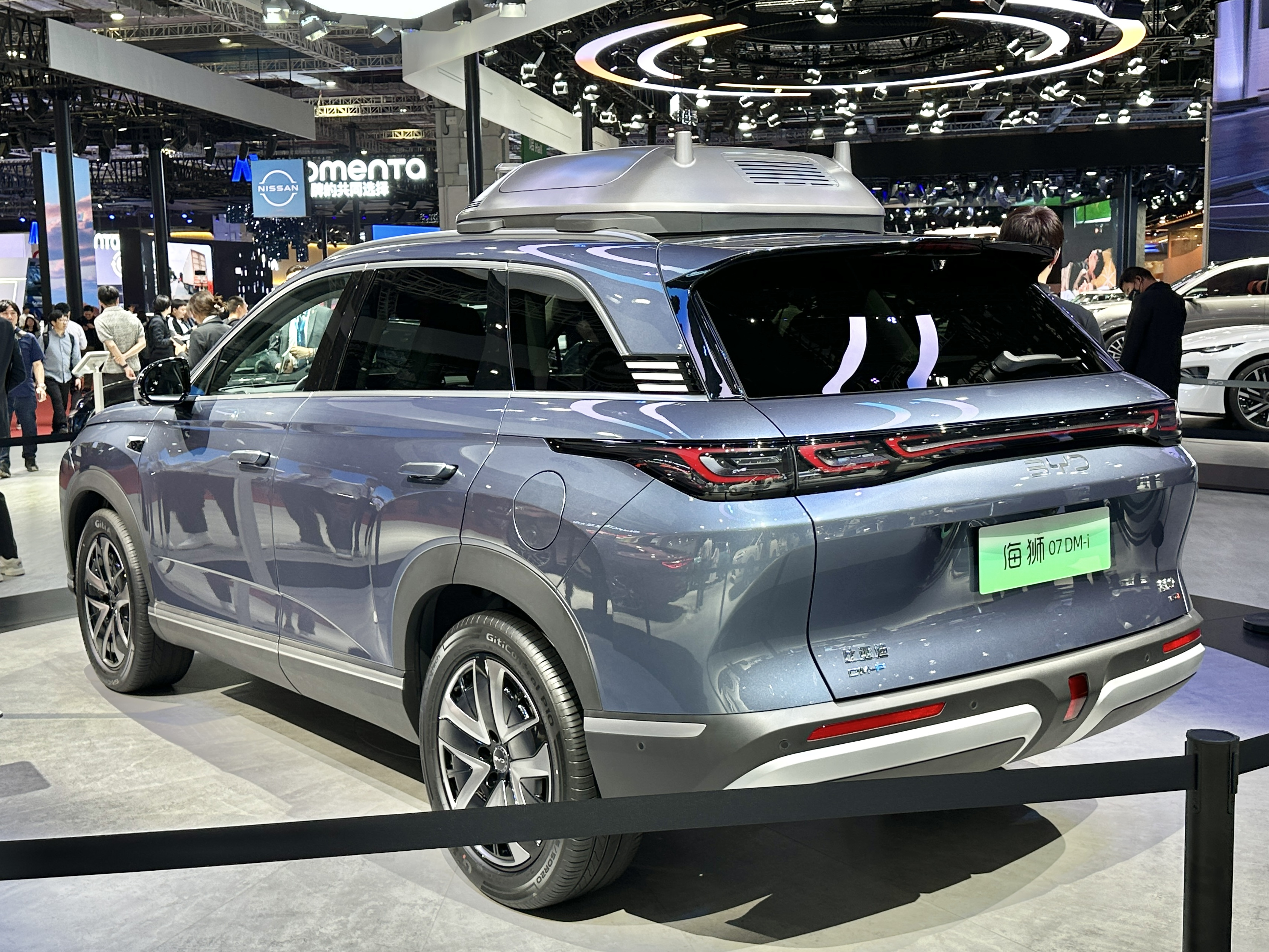
Visão traseira do BYD Sealion 07 DM-i

O Sealion 07 DM-i e DM-p foi lançado em março de 2025. Ele adota o sistema híbrido plug-in de quinta geração da BYD. Ele está disponível com um sistema opcional de hangar para drones aéreos montado no teto, desenvolvido em parceria com a DJI. 
Construído sobre a plataforma eletrônica 3.0 e alimentado pelo sistema híbrido plug-in DM (Dual Mode) de quinta geração da BYD. A variante DM-i prioriza a economia de combustível e a autonomia elétrica, enquanto o modelo DM-p enfatiza o desempenho com motores duplos e recursos de tração nas quatro rodas. 
O Sealion 07 apresenta uma linguagem de design Ocean X evoluída, juntamente com iluminação LED, um perfil simplificado e detalhes aerodinâmicos. No interior, a cabine ostenta um ambiente de alta tecnologia com uma tela giratória de infoentretenimento de 15,6 polegadas, sistema de assistência ao motorista inteligente DiPilot e assentos ergonômicos inspirados em formas oceânicas. 